# جائزة البرازيل الكبرى 1984
جائزة البرازيل الكبرى 1984 هو سباق فورمولا 1 أقيم بتاريخ 25 مارس 1984 في ريو دي جانيرو. كان الأول من أصل 16 في بطولة العالم لسباقات الفورمولا واحد موسم 1984. حلّ الفرنسي ألن بروست أولا بينما جاء الفنلندي كيكي روزبرغ في المركز الثاني وحصل على المركز الثالث الإيطالي إيليو دي انجيليس.